# 859

## Nașteri
- dată necunoscută: Constantin (asociat)  (d. 879)

## Decese
- dată necunoscută: Dhūl-Nūn al-Misrī  (n. 796)